# Maciej Musiał (aktor)
Maciej Musiał (ur. 11 lutego 1995 w Warszawie) – polski aktor i prezenter telewizyjny.

## Rodzina i edukacja
Jego rodzice, Anna i Andrzej Musiałowie, również są aktorami. Jego dziadek od strony matki, Marian Markiewicz (1924–2022), był żołnierzem Armii Krajowej ps. „Maryl”, uczestnikiem „Burzy” w Wilnie i jednym z żołnierzy niezłomnych.
Ukończył XXVIII LO im. Jana Kochanowskiego w Warszawie. W latach 2014–2015 studiował filozofię na Uniwersytecie Warszawskim; studia te przerwał po niecałym roku. W 2016 rozpoczął studia na Wydziale Aktorskim Akademii Sztuk Teatralnych im. Stanisława Wyspiańskiego w Krakowie, które ukończył w 2021, uzyskując tytuł magistra sztuki.

## Kariera aktorska
Debiutował w 2004 epizodem w serialu Plebania. Pierwsze ważniejsze role zagrał w serialach Ojciec Mateusz (2008–2011) i Hotel pod żyrafą i nosorożcem (2008). W latach 2011–2020 wcielał się w rolę Tomka Boskiego w serialu komediowym TVP2 Rodzinka.pl. Ponadto grał w serialach telewizyjnych takich jak Hotel 52 (2012–2013), Krew z krwi (2012–2015, 2025) i Czas honoru (2014). W 2013 zagrał główną rolę Jana Meli w filmie Mój biegun, zrealizowanym w ramach cyklu Prawdziwe historie.

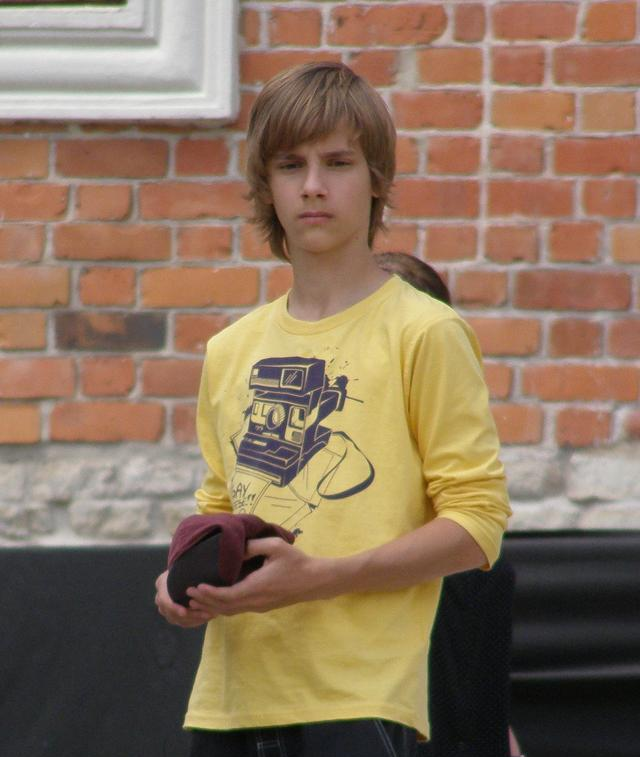
Musiał na planie serialu Ojciec Mateusz (2009)

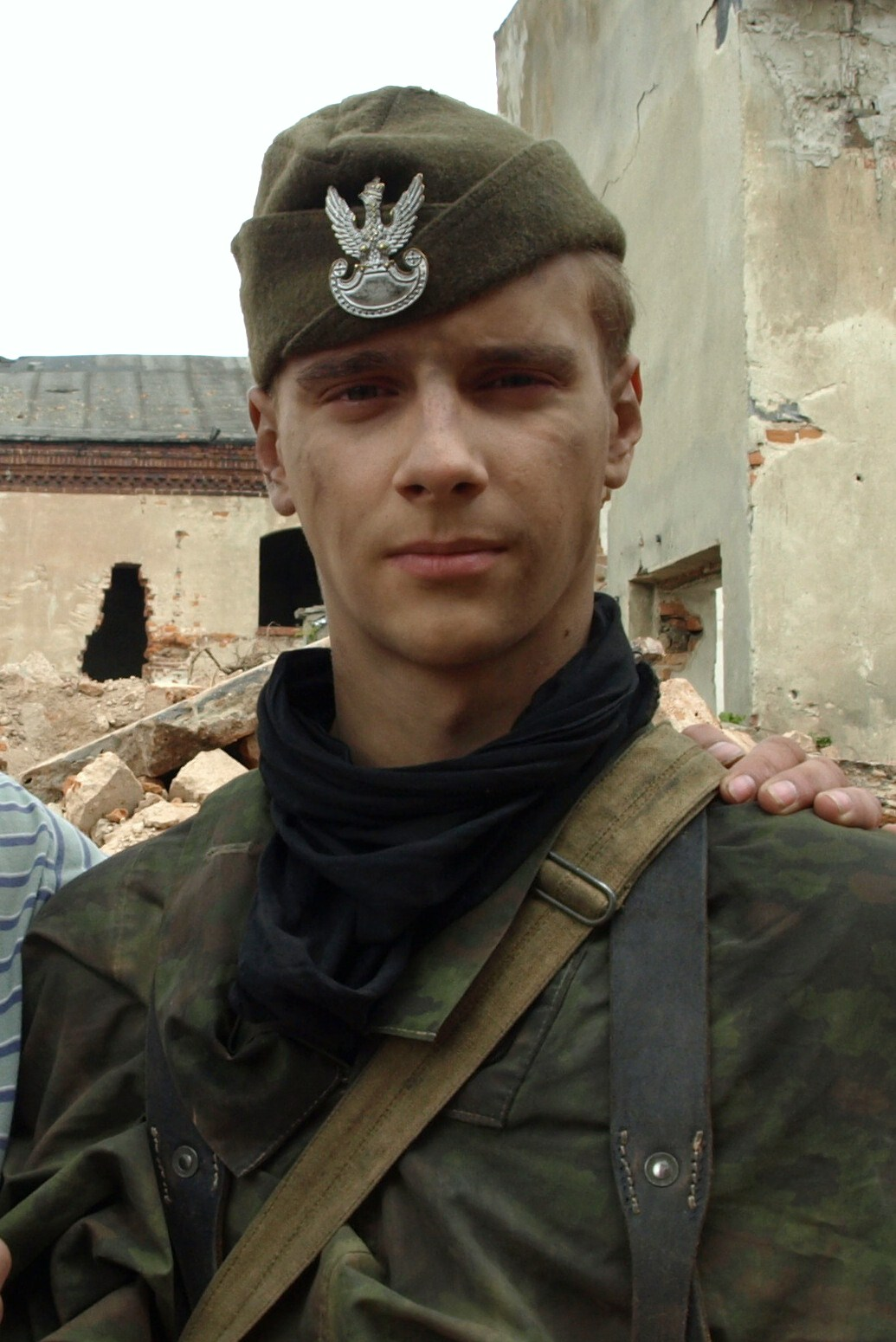
Musiał na planie serialu Czas honoru (2014)

Był pomysłodawcą i jednym z producentów wykonawczych pierwszego polskiego serialu Netflixa, 1983 (2018), w którym zagrał główną rolę. W kolejnych latach kontynuował współpracę z Netflixem, m.in. występując w dwóch odcinkach amerykańsko-polskiego serialu Wiedźmin (2019), głównej obsadzie serialu 1899 (2022) oraz filmie Dzisiaj śpisz ze mną (2023). Za rolę w ostatnim z nich był nominowany w trzech kategoriach podczas 13. ceremonii wręczenia Węży za najgorszą rolę męską, najgorszy duet (z Romą Gąsiorowską) i najbardziej żenującą scenę („Maciej Musiał tańczący z żelazkiem"). Zagrał również w serialach Canal+ Premium Klangor (2021), Kiedy ślub? (2024) i Prosta sprawa (2024) oraz kinowych filmach: Chłopi (2023) i Fuks 2 (2024). W swoim dorobku ma także role dubbingowe oraz występy w teledyskach do utworów: „Rewolucja romantyczna” Bedoesa (2020) i „Beze mnie” Dawida Kwiatkowskiego (2024).
Laureat Telekamery 2016 dla nadziei telewizji. W 2019 znalazł się na europejskiej liście magazynu „Forbes” 30 Under 30 w kategorii Rozrywka.

## Kariera medialna
Prowadził programy rozrywkowe: Poziom 2.0 (2011–2012), Cheeese (2012–2013) i The Voice of Poland (2013–2020, 2024), a także koncerty sylwestrowe stacji TVP2 (2014–2015) i koncert „Debiuty” w ramach Krajowego Festiwalu Piosenki Polskiej w Opolu (2016). Był kapitanem jednej z drużyn w programie TVP2 Kocham cię, Polsko! (2016) i uczestnikiem 14. edycji programu rozrywkowego Polsatu Dancing with the Stars. Taniec z gwiazdami (2024).
Wystąpił w kampaniach reklamowych, m.in. sieci telefonii komórkowej Orange (2013–2015), pomadek „Baby Lips” marki Maybelline (2013), lodów marki Koral (2017), banków PKO BP (2018–2019) i Millennium (od 2024), sieci restauracji McDonald’s (2018), szkockiej whisky marki Chivas Regal (od 2019), napojów marki Pepsi (2019–2020, 2023), produktów marki Huawei (od 2021), sieci odzieżowej Reserved (2022) oraz platformy Allegro (2022). Kampania reklamowa whisky oraz piwa, którą prowadził w internecie została uznana przez warszawski sąd rejonowy za naruszającą obowiązujące przepisy prawa, za co w maju 2023 został ukarany grzywną.

## Działalność społeczna i biznesowa
Brał udział w akcji charytatywnej „Kalendarz Dżentelmeni”, w ramach której nagrał dwa utwory: cover „Chodź, pomaluj mój świat” (2012) i „Czy ciebie znam” w duecie z Małgorzatą Kożuchowską i Tomaszem Karolakiem (2013). Był ambasadorem Światowych Dni Młodzieży 2016 zorganizowanych w Krakowie oraz akcji społecznych: „BohaterON – włącz historię!” (2016–2020), „Wielka zwrotka Ż” Grupy Żywiec (2020) i „(Nie) mówmy o seksie” Storytel i Sexed.pl. Wystąpił w rządowej kampanii „Ostatnia prosta” zachęcającej do szczepień przeciwko COVID-19 (2021). Cyklicznie wspiera akcje charytatywne Wielkiej Orkiestry Świątecznej Pomocy.
W 2022 był zaangażowany w działania wspierające Ukrainę po rosyjskiej inwazji na ten kraj, biorąc m.in. udział w akcji oddawania krwi dla potrzebujących na Ukrainie. W 2023 został polskim ambasadorem NATO i wziął udział w kampanii „Protect the Future”, mającej na celu promowanie wiedzy na temat sojuszu wśród młodych ludzi. W ramach akcji wziął udział w 36. szczycie NATO w Wilnie.
Jest udziałowcem w restauracji „Muzealna” w Warszawie.

## Filmografia

### Filmy
| Rok  | Tytuł                    | Rola                     | Uwagi                                                                |
| ---- | ------------------------ | ------------------------ | -------------------------------------------------------------------- |
| 2008 | Futro                    | Konrad Makowiecki        |                                                                      |
| 2011 | Baby są jakieś inne      | chłopak z autokaru       |                                                                      |
| 2012 | Offline                  | Kacper Tarski            | telewizyjny film krótkometrażowy powstały w ramach programu 30 minut |
| 2013 | Mój biegun               | kilkunastoletni Jan Mela | film z cyklu Prawdziwe historie                                      |
| 2013 | Dom na końcu drogi       | Piotr                    | telewizyjny film krótkometrażowy powstały w ramach programu 30 minut |
| 2014 | Dzień dobry, kocham cię! | Iwo                      |                                                                      |
| 2017 | Dwie korony              | młody franciszkanin      |                                                                      |
| 2018 | Miłość jest wszystkim    | Daniel Wojnar            |                                                                      |
| 2021 | Druga połowa             | Jarosław Kot             |                                                                      |
| 2022 | Wygrać marzenia          | gospodarz studia tv      |                                                                      |
| 2023 | Dzisiaj śpisz ze mną     | Janek                    |                                                                      |
| 2023 | Chłopi                   | Jaś                      |                                                                      |
| 2024 | Fuks 2                   | Maciek Stawicki          |                                                                      |

### Seriale
| Rok                  | Tytuł                         | Rola                                      | Uwagi                                               |
| -------------------- | ----------------------------- | ----------------------------------------- | --------------------------------------------------- |
| 2004                 | Plebania                      | chłopiec w kościele                       | odc. 436                                            |
| 2007                 | Prawo miasta                  | Maciek Gralczyk                           | odc. 2–3                                            |
| 2008                 | Hotel pod żyrafą i nosorożcem | Janek Miłobędzki                          |                                                     |
| 2008–2011, 2019–2020 | Ojciec Mateusz                | Michał Wielicki                           | odc. 2–27, 29–37, 39, 41–42, 49, 82–83, 279, 302    |
| 2010                 | Nowa                          | Adam Szyma                                | odc. 2 Partnerzy                                    |
| 2010                 | Ludzie Chudego                | cichy wielbiciel Inki                     | odc. 4                                              |
| 2011–2020, od 2025   | Rodzinka.pl                   | Tomek Boski                               |                                                     |
| 2011                 | Ranczo                        | chłopak na kółku muzycznym w domu kultury | odc. 64 Nad Solejuków i Wargaczów domem             |
| 2012–2015, 2025      | Krew z krwi                   | Franek Majewski                           |                                                     |
| 2012–2013            | Hotel 52                      | Łukasz Danisz lub Wawrzyniak              | odc. 64–65, 72–85, 87–91                            |
| 2012                 | Ja to mam szczęście!          | Igor                                      | odc. 18                                             |
| 2012                 | Prawo Agaty                   | Sebastian Wróblewski                      | odc. 16                                             |
| 2013                 | Boscy w sieci                 | Tomek Boski                               | spin-off serialu Rodzinka.pl                        |
| 2014                 | Czas honoru                   | „Apacz”                                   | sezon 7 Powstanie; odc. 79–90                       |
| 2018                 | 1983                          | Kajetan Skowron                           | również producent wykonawczy i pomysłodawca serialu |
| 2019                 | DNA                           | Tadek Hołownia                            | odc. 2                                              |
| 2019                 | Pułapka                       | Artur, pracownik fundacji Rakowców        | odc. 8–10                                           |
| 2019                 | Wiedźmin                      | sir Lazlo                                 | odc. 1, 7                                           |
| 2021                 | Klangor                       | Ariel Galej                               |                                                     |
| 2022                 | 1899                          | Olek                                      |                                                     |
| 2024                 | Kiedy ślub?                   | aktor Marek Lipko                         |                                                     |
| 2024                 | Prosta sprawa                 | „Słonik”                                  |                                                     |
| 2024                 | Śleboda                       | Bastian Strzygoń                          |                                                     |

### Polski dubbing
| Rok       | Tytuł                                     | Rola                                                            | Uwagi |
| --------- | ----------------------------------------- | --------------------------------------------------------------- | --- |
| 2009      | Nie ma to jak statek                      | Yohan Yo                                                        | serial telewizyjny; tyt. oryg. The Suite Life on Deck; sezon 1                                                     |
| 2009      | Pokémon                                   | Kenny                                                           | serial telewizyjny; tyt. oryg. Pokémon; sezon 11 Wymiar walki                                                      |
| 2009–2010 | Batman                                    | Dick Grayson/Robin                                              | serial telewizyjny; tyt. oryg. The Batman                                                                          |
| 2010–2012 | Batman: Odważni i bezwzględni             | Robin/Damian Wayne/Robin (manga)/Dick Grayson/Odmłodzony Batman | serial telewizyjny; tyt. oryg. Batman: The Brave and The Bold                                                      |
| 2010      | Miasteczko Halloween                      | Luke                                                            | film telewizyjny; tyt. oryg. Halloweentown                                                                         |
| 2010      | Miasteczko Halloween II: Zemsta Kalabara  | Luke                                                            | film telewizyjny; tyt. oryg. Halloweentown II: Kalabar’s Revenge                                                   |
| 2012–2016 | Szczury laboratoryjne                     | Chase Davenport                                                 | serial telewizyjny; tyt. oryg. Lab Rats                                                                            |
| 2013      | Samoloty                                  | Dusty Popylacz                                                  | film kinowy; tyt. oryg. Planes                                                                                     |
| 2013      | Kumba                                     | Kumba                                                           | film kinowy, tyt. oryg. Khumba                                                                                     |
| 2013      | Największy z cudów                        |                                                                 | film kinowy; tyt. oryg. El gran milagro                                                                            |
| 2014      | Samoloty 2                                | Dusty Popylacz                                                  | film kinowy; tyt. oryg. Planes: Fire & Rescue                                                                      |
| 2014      | Rebelianci: Iskra Rebelii                 | Ezra Bridger                                                    | film telewizyjny (odcinek pilotowy serialu Star Wars: Rebelianci); tyt. oryg. Star Wars Rebels: Spark of Rebellion |
| 2014–2017 | Star Wars: Rebelianci                     | Ezra Bridger                                                    | serial telewizyjny; tyt. oryg. Star Wars: Rebelianci                                                               |
| 2014      | Wakacje z trupami                         | Dylan                                                           | film telewzyjny; tyt. oryg. Bunks                                                                                  |
| 2015      | Po drugiej stronie muru                   | Wirt                                                            | miniserial telewizyjny; tyt. oryg. Over the Garden Wall                                                            |
| 2015      | Były sobie człowieki                      | Edek                                                            | film kinowy; tyt. oryg. Pourquoi j’ai (pas) mangé mon père                                                         |
| 2015      | Mały Książę                               | Pan Książę/operator szczotki                                    | film kinowy; tyt. oryg. Le petit prince                                                                            |
| 2015      | Disney Infinity 3.0                       |                                                                 | gra wideo |
| 2016      | Ratchet i Clank                           | Ratchet                                                         | film kinowy; tyt. oryg. Ratchet and Clank                                                                          |
| 2016–2017 | Szczury laboratoryjne: Jednostka elitarna | Chase Davenport                                                 | serial telewizyjny; tyt. oryg. Lab Rats: Elite Force                                                               |
| 2017      | Magiczna zima Muminków                    | Muminek                                                         | film kinowy; tyt. oryg. Moomins and the Winter Wonderlands                                                         |
| 2023      | Ahsoka                                    | Ezra Bridger                                                    | serial telewizyjny, odc. 1–2, 5                                                                                    |
| 2024      | Renifer Niko i zaginione sanie Mikołaja   | Niko                                                            | film kinowy; tyt. oryg. Niko ja myrskyporojen arvoitus                                                             |

## Słuchowiska
| Rok  | Tytuł                      | Rola              |
| ---- | -------------------------- | ----------------- |
| 2012 | Gra o tron                 | Joffrey Baratheon |
| 2014 | Krew elfów                 | Jarre             |
| 2019 | Popiel. Syn Popiołów       | Piast             |
| 2020 | Sierżant Cuff 3            | Toby Shepard      |
| 2020 | Lalka                      | Julian Ochocki    |
| 2022 | Słyszę głosy               | Jurand Słoń       |
| 2023 | Zima świata                | Lloyd Williams    |
| 2023 | Error                      | Jacek Blajer      |
| 2024 | Świadomy praw i obowiązków | Piotr             |
| 2025 | Skażona krew               | Alojzy            |

## Teatr
| Rok  | Spektakl                       | Rola           | Teatr                                 | Rok  | Spektakl                | Rola                 | Teatr Telewizji |
| ---- | ------------------------------ | -------------- | ------------------------------------- | ---- | ----------------------- | -------------------- | --------------- |
| 2015 | Skaza                          | Martyn Fleming | Teatr Syrena                          | 2005 | Oskar                   | Stefan „Szaszłyk”    | X               |
| 2019 | Stowarzyszenie Umarłych Poetów | Neil Perry     | Och-Teatr                             | 2013 | Matka brata mojego syna | Xawery Laskus        | X               |
| 2019 | Burza                          |                | Akademia Sztuk Teatralnych w Krakowie | 2018 | Fryderyk                | chłopak znad Sekwany | X               |
|      |                                |                |                                       | 2020 | Igraszki z diabłem      | Lucjusz              | X               |

## Nagrody i nominacje
| Rok  | Nagroda | Rezultat  |
| ---- | --- | --------- |
| 2013 | Tytuł najpiękniejszego Polaka w plebiscycie Viva! Najpiękniejsi 2012                                                                   | Nominacja |
| 2013 | Róża Gali 2013 w kategorii Debiut za debiut w roli prowadzącego The Voice of Poland oraz w głównej roli w filmie fabularnym Mój biegun | Wygrana   |
| 2014 | Tytuł najpiękniejszego Polaka w plebiscycie Viva! Najpiękniejsi 2013                                                                   | Nominacja |
| 2014 | Wiktor Publiczności 2013 | Nominacja |
| 2016 | Telekamera „Tele Tygodnia” 2016 w kategorii Nadzieja telewizji                                                                         | Wygrana   |
| 2018 | Róża Gali 2018 w kategorii Debiut jako producent i współpomysłodawca serialu 1983                                                      | Nominacja |
| 2019 | Gwiazda Plejady 2019 w kategorii Metamorfoza roku                                                                                      | Wygrana   |
| 2023 | Nagroda w plebiscycie „Top Seriale 2023” Wirtualnej Polski w kategorii Najlepszy polski aktor/aktorka w serialu za rolę w serialu 1899 | Nominacja |
| 2024 | Wąż 2024 w kategorii Najgorsza rola męska w filmie Dzisiaj śpisz ze mną                                                                | Nominacja |
| 2024 | Wąż 2024 w kategorii Najgorszy duet (z Romą Gąsiorowską) w filmie Dzisiaj śpisz ze mną                                                 | Nominacja |
| 2024 | Wąż 2024 w kategorii Najbardziej żenująca scena („Maciej Musiał tańczący z żelazkiem”) w filmie Dzisiaj śpisz ze mną                   | Nominacja |
| 2025 | Gwiazda Plejady 2025 w kategorii Gwiazda roku                                                                                          | Nominacja |

## Odznaczenia
- Odznaczenie Dumni z Powstańców – 2025[70][71]